# Estadio Fiscal de Talca
El Estadio Bicentenario Fiscal de Talca, conocido principalmente como Estadio Fiscal de Talca, o simplemente Estadio Fiscal, es un estadio ubicado en la comuna de Talca, Región del Maule, Chile. Es el recinto donde ejerce de local el club deportivo Rangers.
Fue inaugurado el 22 de noviembre de 1930 como Estadio Municipal de Talca. Siete años después, el 27 de octubre de 1937, pasaría a manos del Estado y comenzaría a llamarse Estadio Fiscal. El complejo se encuentra ubicado en la cuadra a la que le circundan las calles Avenida Circunvalación, Avenida Canal de la Luz, Avenida Alameda Bernardo O'Higgins  y 5 norte.
Cuenta con una capacidad de 16 070 espectadores luego de las remodelaciones de 2019, siendo el estadio más grande de la Región del Maule.
Además de fútbol, el estadio Fiscal de Talca cuenta con una pista de recortán para el atletismo, inaugurada en la década de 1990 en una inversión conjunta entre los gobiernos de Chile y España.El complejo, por su parte, cuenta con piscinas, una cancha de hockey y otros espacios.

## Historia

### Concepción y primeros años
La existencia del estadio proviene de varios años de intentos, por parte de la comunidad talquina, para contar con un recinto de calidad y de libre acceso para la práctica del fútbol. Hacia 1910, las instituciones deportivas existentes se las debían arreglar por conseguir, comprar o arrendar espacios para instalar canchas, los cuales generalmente se encontraban en deficientes condiciones debido a los gastos de mantención que implicaban.

Para subsanar esta situación el municipio comenzaría a promover la búsqueda de un recinto, que fuese capaz de recibir los partidos de las ligas de fútbol de Talca, las cuales se encontraban en un importante crecimiento. En 1920, la alcaldía entregaría una concesión a la liga de Talca para comenzar a construir un recinto para la práctica del fútbol, en los terrenos que hasta ese entonces eran utilizados por el hipódromo.

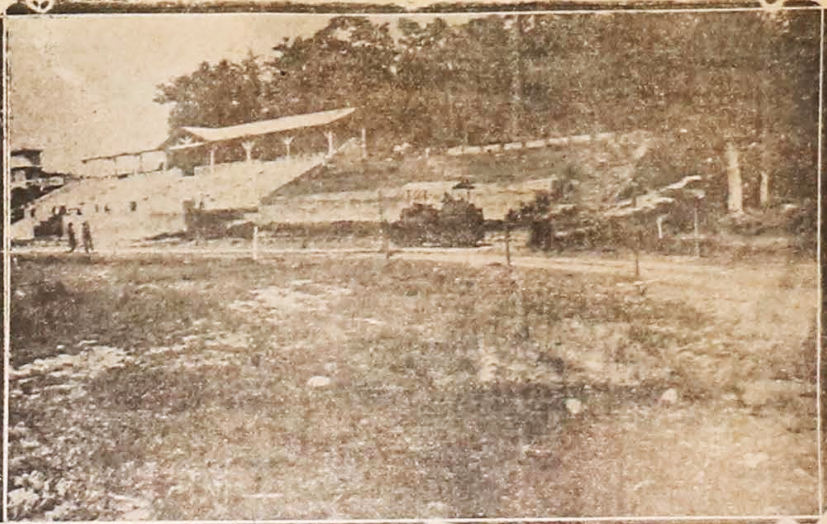
La galería (actual Andes) con los daños del terremoto de 1928. Sobre la tribuna es posible observar el característico techo, modificado en la década de 1970.

Sin embargo, la falta de recursos de la liga y sus equipos fueron un impedimento para la concreción del proyecto del estadio, y mientras algunos clubes vieron en el Stadium su nuevo hogar, otros, como el Rangers y el Deportivo Español, siguieron utilizando sus canchas propias. De esta manera, el estadio no se concretó como tal, contando solamente con algunas galerías en mal estado. Con el terremoto de 1928, el recinto sufriría de algunos daños importantes.
En 1929, la municipalidad adquirió en su totalidad el terreno del estadio por un total de $231.262, permitiendo así la conclusión del proyecto. Así, el 22 de noviembre de 1930, se inaugura oficialmente el nuevo Estadio Municipal de Talca, con un programa deportivo completo que contó con la presencia de autoridades, entre ellos el presidente Carlos Ibáñez del Campo, quien se encontraba realizando una gira por Talca para conocer el progreso de la ciudad luego del terremoto de 1928.
Pese a las buenas intenciones de las autoridades, este recinto significaba un gran problema para las arcas municipales, pues su mantención era de un muy alto costo, y el presupuesto de la comuna no daba abasto para esto. Además, el recinto comenzaba a ser cada vez más utilizado por los clubes de Talca y por otras instituciones en general, de manera que su mantención aumentaba considerablemente. Para subsanar esta situación, el municipio propondría que el gobierno adquiriera el recinto, a fin de aliviar un poco el presupuesto municipal.
Finalmente, y luego del pago de $1.000.000, en 1937 el estado pasaría a hacerse cargo del estadio. El 27 de octubre el estadio es reinaugurado junto con los juegos olímpicos universitarios de Chile. Sin embargo, y pese a los juegos celebrados en su haber, no se pondría a disposición de los deportistas locales hasta los meses posteriores.

### Uso profesional

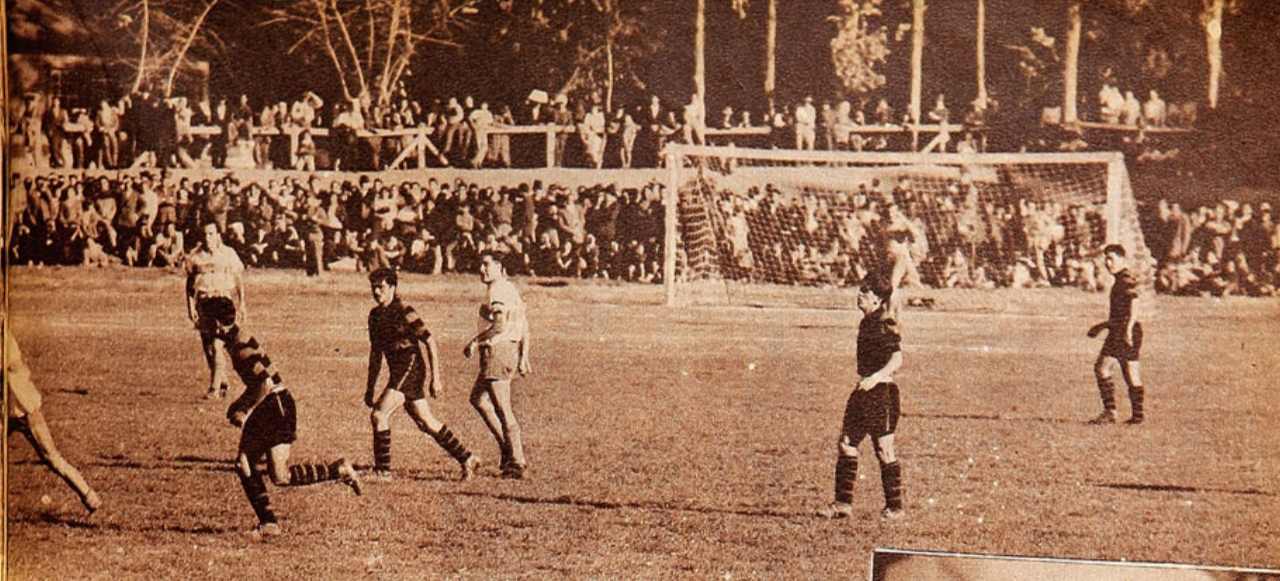
El Estadio durante el primer partido de Rangers en Primera División, 3 de mayo de 1953.

El estadio era utilizado masivamente por la ciudad, recibiendo eventos deportivos variados y fiestas de relevancia. Sin embargo, en el fútbol como tal no recibía eventos de mayor calibre que convirtieran al recinto en un referente para ese deporte, a excepción de algunos partidos esporádicos con equipos de otras ciudades o países.
Esta situación cambiaría en 1949, cuando el club Rangers fue invitado para participar de la División de Honor Amateur. De esta forma, el estadio empezó a a recibir partidos importantes constantemente, pues la participación de un equipo local en un torneo nacional era algo inédito y que causó sensación dentro de la ciudadanía talquina.
Los buenos resultados de Rangers generarían que en 1952 comenzara a participar de la recién inaugurada Segunda División Profesional, lo que provocó que el estadio comenzara a ser utilizado para la práctica profesional del fútbol por primera vez en su historia.

### Primeras reformas
Durante los primeros años de Rangers en el profesionalismo, el recinto no recibió mayores modificaciones en su construcción, de manera que las condiciones del recinto se fueron volviendo cada vez más deficientes, incluso para la época.
Sin embargo, a finales de la década de 1950 esto cambió, y con las postulaciones de Chile para la recepción del mundial de 1962, desde la ciudad comenzaron a realizar las gestiones para ser sede, o subsede, del torneo. A través de una comisión presidida por el presidente de Rangers, Héctor del Solar, se presentarían las solicitudes correspondientes para que el recinto recibiera partidos de dicho campeonato, pues confiaban en que el recinto estaba apto, con la excepción de algunos detalles mínimos, para esto.

Esta comisión conseguiría la promesa de mejoras en cancha y graderías por el entonces ministro de obras públicas, Pablo Pérez Zañartu, con las cuales se intentaría convencer a la FIFA y la ACF de que el estadio estaba apto. Las mejoras serían realizadas en 1961, lo que provocó que Rangers debiese jugar todos sus partidos de local en la primera mitad del año, mientras el resto se disputaba de visita.

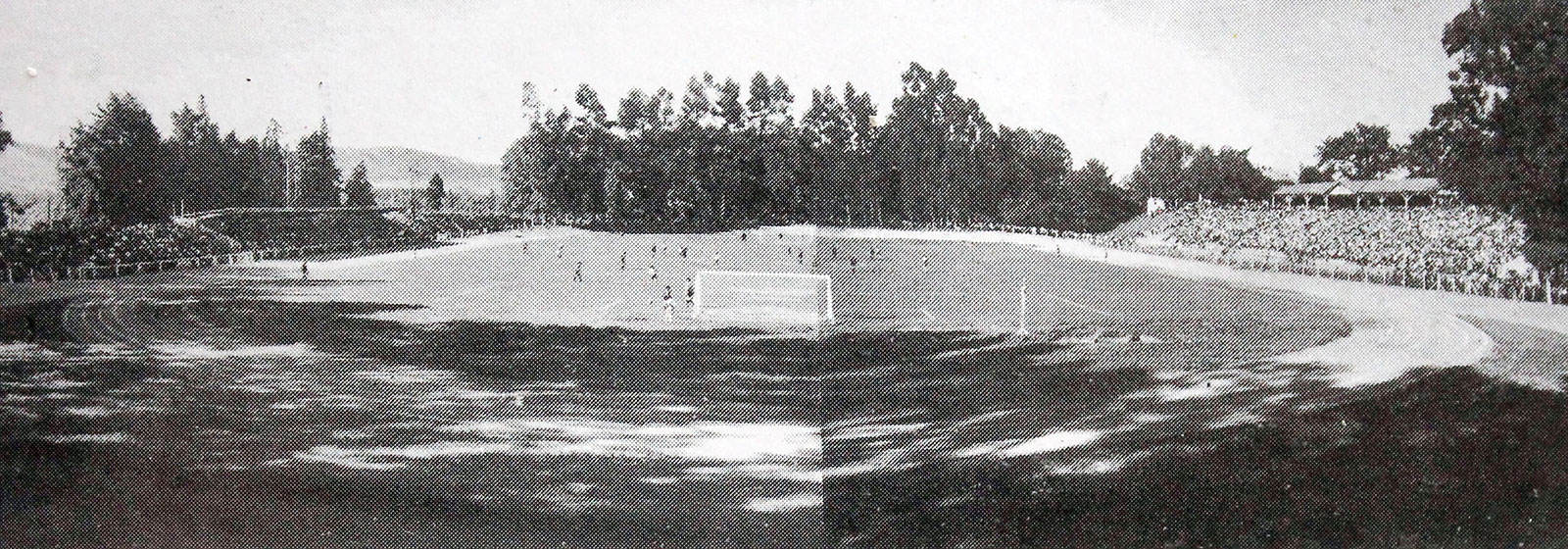
Panorámica del recinto en 1961.

Pese a las expectativas, las mejoras no fueron suficientes para convencer a las entidades encargadas del mundial. Sumado a esto, el terremoto de Valdivia en 1960 mellaría en gran medida la decisión para la selección de los recintos, lo que terminaría por dejar afuera a Talca y a otras ciudades que se postulaban para sede (como Concepción y Talcahuano).

### Uso posterior
En la década de 1970 el estadio recibiría nuevas reformas, afín de ir adecuándose a las nuevas condiciones que se iban imponiendo dentro del fútbol chileno. En algún momento fue modificada la galería Andes, reemplazando su característica techumbre por uno recto y sencillo, al igual que se renovaría el techo de la tribuna pacífico (o Río Claro). En diciembre de 1987 se renovarían las luces artificiales.
En los años '90 se renovaría la pista atlética y el velódromo, que hasta ese entonces se encontraban en un total abandono por parte de las autoridades.

### Remodelación y polémica

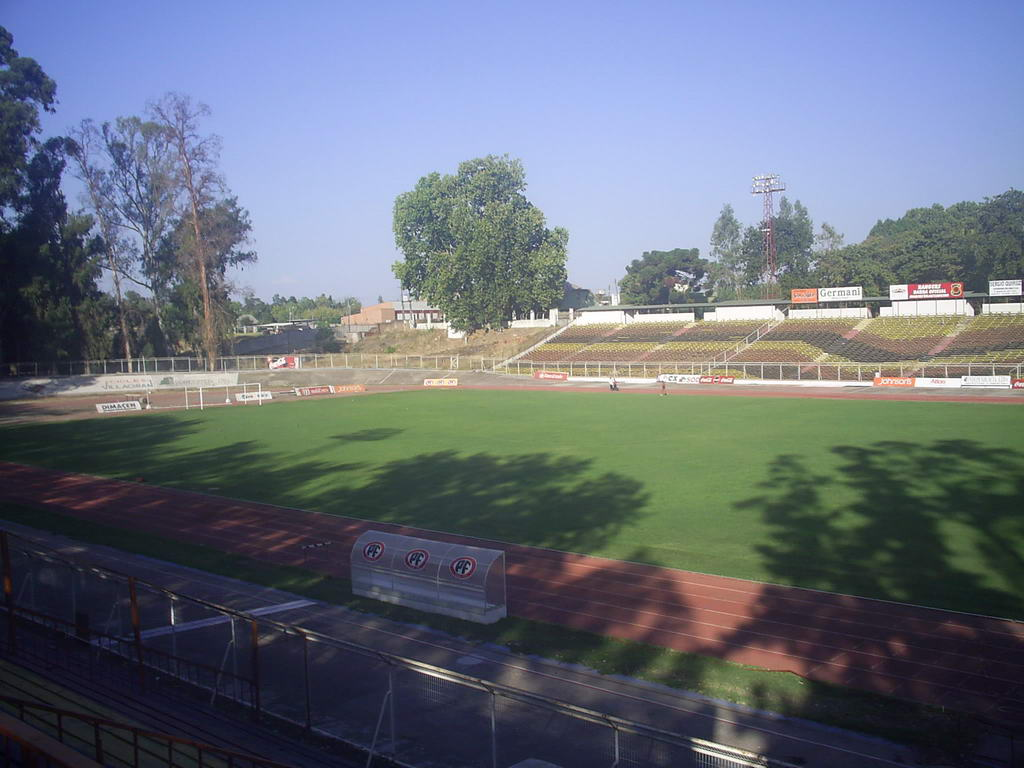
Aspecto del estadio antes de la remodelación de 2011.

Durante el año 2009 el recinto comenzaría su proceso de reparación, demoliendo su añosa estructura para construir un nuevo recinto. El cierre del estadio fue postergado para el año 2010, pero el gran terremoto que afectó a gran parte de la región del Maule provocó un drástico cambio de planes, e hizo peligrar la puesta en marcha del proyecto, pero finalmente las autoridades dieron luz verde.
A raíz de la remodelación el estadio vio reducida su capacidad de 17.000 a 8.200 espectadores por la instalación de butacas por todo el estadio. Techado en sector Pacífico, iluminación, cambio de césped, nuevos camarines, salón vip y otros espacios.
El 20 de diciembre de 2011 el Presidente de Chile, Sebastián Piñera, encabezó la ceremonia de reinauguración del Estadio Fiscal de Talca, en el acto en que estuvo acompañado por el ministro de Obras Públicas, Laurence Golborne, y el subsecretario de Deportes, Gabriel Ruiz-Tagle, el mandatario prometió ampliar aún más el aforo del recinto de la capital del Maule aumentando su capacidad a 16 mil butacas.

### Última remodelación

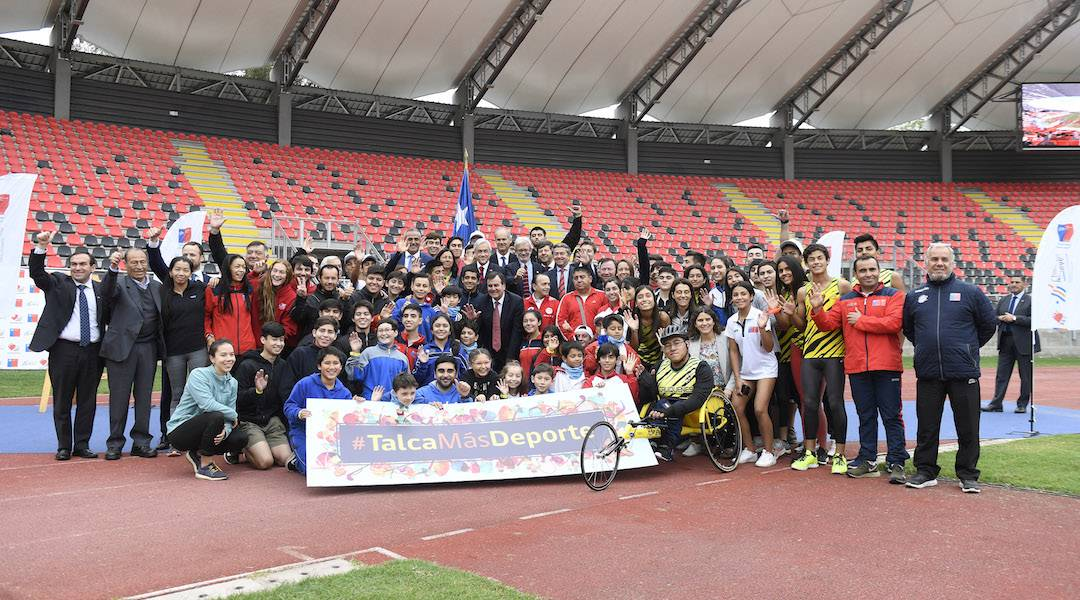
Inauguración de las últimas ampliaciones, 9 de abril de 2019.

En julio de 2017, y luego de un trabajo que comenzó en el 2014 por parte de las distintas entidades gubernamentales, se confirmaría la remodelación definitiva del estadio, con el cual se buscaba conseguir la capacidad y las condiciones prometidas en 2011.El 25 de septiembre de 2017, y 6 años después de las promesas del gobierno, comienza la remodelación del recinto. Estos últimos arreglos se enfocaron principalmente en la tribuna andes y las nuevas galerías norte y sur del estadio, en las cuales se construyeron los "codos" y se cubrió todo con un techo de membranas de PVC tensadas, similar a lo realizado en otros recintos renovados en este periodo en el país, entre otras cosas.
Mientras los trabajos eran realizados, el recinto siguió siendo utilizado por Rangers para sus partidos de local. Durante 2018, se ubicaría a todo el público en la tribuna Pacífico, con tal de que no se perdieran los partidos y con la intención, también, de no tener que recurrir a cambios de localía hacia estadios cercanos. 
El 15 de enero de 2019 el Ministerio de Obras Públicas confirmaría que las obras ya habían finalizado, justo a tiempo para la realización del campeonato sudamericano de 2019. El 9 de abril de 2019, en un pequeño acto que contó con diversas autoridades, entre ellas al presidente Sebastián Piñera, el recinto fue oficialmente inaugurado.

## Otras instalaciones
El complejo del estadio también cuenta con la cancha de hockey municipal de Talca, lugar ubicado en la esquina sur-oriente del estadio de fútbol.
Además, el complejo cuenta con dos grandes piscinas para la dispersión y la práctica deportiva.
Por un lado, la piscina a cielo abierto, ubicada en la esquina sur-oriente del complejo, cuenta con diez andariveles, un pequeño trampolín, etc. Debido a que se encuentra al aire libre, es utilizada principalmente en verano, cuando se abre al público para dispersión y la realización de escuelas y talleres.
Por otra parte, se encuentra la piscina temperada, inaugurada en 2020. De tamaño semiolímpico, cuenta con ocho andariveles, tecnología deshumuficadora, graderías y otros espacios. Es una de las piscinas más modernas del país y la más importante de la región.

## Eventos deportivos

### Fútbol

#### Copa Libertadores 1970
El estadio fue parte de la primera participación del Rangers de Talca en la Copa Libertadores, ambos contra los clubes de Cali: América y Deportivo Cali. En dicho recinto se vivió el único triunfo del club rojinegro en dicha competición al vencer 2:0 a América. Durante los otros partidos del torneo, Rangers ejerció la "localía" en el Estadio Nacional de Santiago.
| 18 de marzo de 1970 | Rangers de Talca | 0:2 (0:0) | Deportivo Cali            | Estadio Fiscal de Talca, Talca                           |                                                          |
|                     |                  |           | - Olmedo 77' - Olmedo 89' | Asistencia: 10 741 espectadores Árbitro(s): Edison Pérez | Asistencia: 10 741 espectadores Árbitro(s): Edison Pérez |

| 21 de marzo de 1970 | Rangers de Talca              | 2:0 (0:0) | América de Cali | Estadio Fiscal de Talca, Talca                            |                                                           |
|                     | - Berdugo 69' - Graffigna 84' |           |                 | Asistencia: 5 049 espectadores Árbitro(s): Alberto Tejada | Asistencia: 5 049 espectadores Árbitro(s): Alberto Tejada |

#### Final de ida Copa Chile 1996
El año 1996 el estadio recibió la final de la Copa Chile 1996, luego de que Rangers lograra llegar a dicha fase. Dicho recinto recibió todos los partidos que el club talquino disputó de local en el torneo, donde logró superar a equipos como Universidad Católica, Deportes Antofagasta, etc. Con este empate la llave quedó abierta para el partido de vuelta en el Estadio Monumental donde finalmente Colo-Colo se consagró campeón al derrotar al equipo piducano 1:0.
| 28 de noviembre de 1996 | Rangers de Talca | 1:1 (1:0) | Colo-Colo | Estadio Fiscal de Talca, Talca                                |                                                               |
|                         | Andrades 15'     |           | Tapia 74' | Asistencia: 13.433 espectadores Árbitro(s): Rafael Hormazábal | Asistencia: 13.433 espectadores Árbitro(s): Rafael Hormazábal |

#### Amistoso selección chilena
El 28 de marzo de 2007 el recinto albergó por primera vez en su historia un partido clase A de la selección chilena de fútbol. Ya había recibido partidos clase B.
| 28 de marzo de 2007, 22:00 | Chile     | 1:1 (0:0) | Costa Rica  | Estadio Fiscal de Talca, Talca |                         |
|                            | Navia 34' |           | Fonseca 61' | Árbitro(s): René Ortubé        | Árbitro(s): René Ortubé |

#### Final de Copa Chile 2014-15
El estadio albergó la final de dicha copa Chile luego de un sorteo en el que participaron los distintos estadios de los clubes profesionales del país. Las galerías se administraron de tal manera que quedaran divididas justo a la mitad para que ambos equipos tuvieran la opción de llevar la misma cantidad de seguidores
| Final de Copa Chile 2014-15 28 de marzo de 2015 | Universidad de Concepción              | 3:2 (2:0) | Palestino                   | Estadio Fiscal de Talca, Talca                           |                                                          |
|                                                 | - Díaz 4' - Vargas 10' - Manríquez 79' | Reporte   | - Guajardo 81' - Chaves 89' | Asistencia: 3 660 espectadores Árbitro(s): Enrique Osses | Asistencia: 3 660 espectadores Árbitro(s): Enrique Osses |

#### Mundial de Fútbol sub-17 de 2015
El estadio fue sede de la fase de grupos del mundial sub-17 jugado durante el año 2015, abarcando dos de estos grupos, por una parte el grupo D, compuesto por Bélgica, Mali, Honduras y Ecuador, donde se jugaron casi todos los partidos del grupo excepto uno, el partido entre Mali y Honduras, encuentro que se jugó en el Estadio Nelson Oyarzún de Chillán; y por otra parte el grupo grupo C, donde se albergó solo un partido de dicho grupo: El encuentro entre Alemania y México, siendo uno de los que tuvo más espectadores debido al nivel de dichas selecciones. 

El último encuentro que albergó el recinto correspondió al cruce entre Mali y Corea del Norte, en los octavos de final.
| 18 de octubre de 2015, 16:00 | Bélgica | 0:0     | Malí | Estadio Fiscal de Talca, Talca                         |                                                        |
|                              |         | Reporte |      | Asistencia: 3509 espectadores Árbitro(s): Nick Waldron | Asistencia: 3509 espectadores Árbitro(s): Nick Waldron |

| 18 de octubre de 2015, 19:00 | Honduras  | 1:3 (0:2) | Ecuador                                         | Estadio Fiscal de Talca, Talca                           |                                                          |
|                              | Grant 83' | Reporte   | Guerrero 7' · Estupiñán 19' (pen.) · Cortéz 76' | Asistencia: 3509 espectadores Árbitro(s): Michael Oliver | Asistencia: 3509 espectadores Árbitro(s): Michael Oliver |

| 21 de octubre de 2015, 17:00 | Bélgica                | 2:1 (1:0) | Honduras  | Estadio Fiscal de Talca, Talca                       |                                                      |
|                              | Vancamp 21' · Rigo 78' | Reporte   | Leiva 49' | Asistencia: 4721 espectadores Árbitro(s): Diego Haro | Asistencia: 4721 espectadores Árbitro(s): Diego Haro |

| 21 de octubre de 2015, 20:00 | Ecuador              | 1:2 (0:1) | Malí                  | Estadio Fiscal de Talca, Talca                                 |                                                                |
|                              | Estupiñán 70' (pen.) | Reporte   | Traore 9' · Malle 61' | Asistencia: 4721 espectadores Árbitro(s): Martin Strömbergsson | Asistencia: 4721 espectadores Árbitro(s): Martin Strömbergsson |

| 24 de octubre de 2015, 16:00 | Ecuador                   | 2:0 (1:0) | Bélgica | Estadio Fiscal de Talca, Talca                                  |                                                                 |
|                              | Corozo 40' · Guerrero 73' | Reporte   |         | Asistencia: 6229 espectadores Árbitro(s): Abdulrahman Al Jassim | Asistencia: 6229 espectadores Árbitro(s): Abdulrahman Al Jassim |

| 24 de octubre de 2015, 19:00 | Alemania      | 1:2 (0:0) | México                  | Estadio Fiscal de Talca, Talca                            |                                                           |
|                              | Eggestein 68' | Reporte   | López 59' · Venegas 65' | Asistencia: 6229 espectadores Árbitro(s): Enrique Cáceres | Asistencia: 6229 espectadores Árbitro(s): Enrique Cáceres |

| 29 de octubre de 2015, 17:00 | Malí                       | 3:0 (2:0) | Corea del Norte | Estadio Fiscal de Talca, Talca                             |                                                            |
|                              | Haidara 8' · Maiga 37' 48' | Reporte   |                 | Asistencia: 5123 espectadores Árbitro(s): Héctor Rodríguez | Asistencia: 5123 espectadores Árbitro(s): Héctor Rodríguez |

#### Sudamericano sub-17 de 2017
El estadio también fue sede del Campeonato Sudamericano sub-17, realizado durante el verano del 2017 en Chile. A Talca le tocó recibir los partidos del grupo B, compuesto por Paraguay, Venezuela, Argentina, Perú y Brasil, aprovechando los preparativos realizados durante el mundial del 2015. Se tenía presupuestado que Talca recibiera todos los partidos de dicho grupo, sin embargo el mal estado de la cancha obligó a jugar los primeros cuatro partidos en el Estadio La Granja de Curicó.
| 28 de febrero de 2017, 18:00 | Paraguay                            | 2:2 (1:0) | Venezuela                  | Estadio Fiscal, Talca              |                                    |
|                              | Galeano 22' (pen.) · Morínigo 90+2' | Reporte   | Ferreira 47' · Hurtado 68' | Árbitro(s): Juan Carlos Albarracín | Árbitro(s): Juan Carlos Albarracín |

| 28 de febrero de 2017, 20:15 | Argentina                    | 3:0 (2:0) | Perú | Estadio Fiscal, Talca       |                             |
|                              | Colidio 35' 39' · Obando 57' | Reporte   |      | Árbitro(s): Leodan González | Árbitro(s): Leodan González |

| 2 de marzo de 2017, 17:00 | Venezuela                               | 3:2 (2:2) | Perú                        | Estadio Fiscal, Talca   |                         |
|                           | Barragán 22' · Hurtado 30' · Makoun 77' | Reporte   | Mifflin 24' · Sánchez 45+3' | Árbitro(s): Juan García | Árbitro(s): Juan García |

| 2 de marzo de 2017, 19:00 | Brasil              | 1:1 (1:1) | Paraguay           | Estadio Fiscal, Talca      |                            |
|                           | Vinícius Júnior 38' | Reporte   | Sánchez 15' (pen.) | Árbitro(s): Eduardo Gamboa | Árbitro(s): Eduardo Gamboa |

| 4 de marzo de 2017, 17:00 | Paraguay                           | 2:0 (2:0) | Perú | Estadio Fiscal, Talca              |                                    |
|                           | Rodríguez 20' · Fuentes 43' (a.g.) | Reporte   |      | Árbitro(s): Juan Carlos Albarracín | Árbitro(s): Juan Carlos Albarracín |

| 4 de marzo de 2017, 19:00 | Brasil                         | 2:0 (0:0) | Argentina | Estadio Fiscal, Talca       |                             |
|                           | Brenner 61' · Yuri Alberto 82' | Reporte   |           | Árbitro(s): Leodan González | Árbitro(s): Leodan González |

1. ↑  La Federación Venezolana de Fútbol solicitó formalmente, en un careo, el cambio de horario del compromiso de su selección sub-17 frente a su similar de Paraguay, la cual fue aceptada por CONMEBOL. Por tanto ambos partidos de la jornada 3 del Grupo B iniciaron 1 hora más tarde.[25][26]

#### Sudamericano sub-20 de 2019
Durante inicios del 2019, el estadio fue sede del Campeonato Sudamericano Sub-20. Nuevamente Talca recibía al grupo B del torneo, compuesto por Ecuador, Paraguay, Uruguay, Perú y Argentina. Durante este torneo los partidos de dicho grupo se fueron alternando entre Talca y Curicó. Durante este evento también se aprovecharon de inaugurar los últimos arreglos realizados en el Estadio Fiscal de Talca.
| 18 de enero de 2019, 17:10 | Ecuador                               | 3:0 (2:0) | Paraguay | Estadio Fiscal de Talca, Talca |                         |
|                            | Rezabala 9' 44' · Alvarado 57' (pen.) | Reporte   |          | Árbitro(s): Gery Vargas        | Árbitro(s): Gery Vargas |

| 18 de enero de 2019, 19:30 | Uruguay | 0:1 (0:0) | Perú               | Estadio Fiscal de Talca, Talca |                           |
|                            |         | Reporte   | Pacheco 52' (pen.) | Árbitro(s): Nicolás Gallo      | Árbitro(s): Nicolás Gallo |

| 22 de enero de 2019, 17:10 | Argentina | 0:1 (0:0) | Ecuador      | Estadio Fiscal de Talca, Talca |                         |
|                            |           | Reporte   | Alvarado 54' | Árbitro(s): Gery Vargas        | Árbitro(s): Gery Vargas |

| 22 de enero de 2019, 19:30 | Paraguay  | 1:0 (0:0) | Perú | Estadio Fiscal de Talca, Talca |                        |
|                            | Ojeda 52' | Reporte   |      | Árbitro(s): Piero Maza         | Árbitro(s): Piero Maza |

| 26 de enero de 2019, 17:10 | Argentina           | 1:0 (0:0) | Perú | Estadio Fiscal de Talca, Talca |                        |
|                            | Romero 90+4' (pen.) | Reporte   |      | Árbitro(s): Piero Maza         | Árbitro(s): Piero Maza |

| 26 de enero de 2019, 19:30 | Uruguay           | 1:0 (1:0) | Paraguay | Estadio Fiscal de Talca, Talca |                           |
|                            | Schiappacasse 28' | Reporte   |          | Árbitro(s): Raphael Claus      | Árbitro(s): Raphael Claus |

#### Final de Copa Chile 2021
El recinto albergó la final de la Copa Chile 2021, donde Colo-Colo obtendría su título 13 al consagrarse campeón frente a Everton.
| 4 de septiembre | Colo-Colo             | 2:0 (0:0) | Everton | Estadio Fiscal de Talca, Talca                                            |                                                                           |
| 16:30 (UTC-4)   | Solari 55' · Cruz 67' | Reporte   |         | Asistencia: 3071 espectadores Árbitro(s): Piero Maza VAR: Christian Rojas | Asistencia: 3071 espectadores Árbitro(s): Piero Maza VAR: Christian Rojas |

### Rugby
El año 2024, el recinto recibió por primera vez un partido de la selección chilena de Rugby. Esto para un amistoso frente a la selección de Hong Kong. Sería el primero de tres amistosos de la selección chilena en suelo nacional.
| 6 de julio de 2024 | Selección de Chile | 22 – 17 | Selección de Hong Kong | Estadio Fiscal de Talca, Talca |                                |
|                    |                    | Reporte |                        | Árbitro(s): Gonzalo de Achaval | Árbitro(s): Gonzalo de Achaval |

| 14 de septiembre de 2024 | Selección de Chile | 28 – 0  | Argentina XV | Estadio Fiscal de Talca, Talca |                                |
|                          |                    | Reporte |              | Árbitro(s): Gonzalo de Achaval | Árbitro(s): Gonzalo de Achaval |

### Atletismo
La pista atlética del recinto generalmente recibe campeonatos de atletismo de diversas categorías, entre ellas escolares, interclubes, etc.

## Eventos musicales
A pesar de que la comuna no ha recibido muy frecuentemente espectáculos musicales de gran envergadura, el estadio sí ha tenido algunos conciertos destacables en sus instalaciones.
Uno de los principales fue el concierto que dio Bill Halley & His Comets en la única gira que realizó en Chile, específicamente en noviembre de 1960. Presentándose en una de las dos canchas multifuncionales que existía dentro del complejo en ese entonces.
Otros conciertos han sido realizados en el marco de la noche rojinegra, evento organizado por Rangers para presentar a sus contrataciones para el año venidero, en este contexto, se han visto otras presentaciones como Adrián y los Dados Negros, La Ley, etc.
El 4 de noviembre de 2022 se presentó la banda argentina Miranda!
El 14 de enero de 2024 se presentó en el recinto el grupo chileno Los Bunkers.
El 27 de marzo de 2024 se presentaron en conjunto la agrupación mexicana Sin Bandera y el cantante Andrés de Leon.

## Ubicación y acceso
El complejo se encuentra ubicado en la cuadra a la que le circundan las calles Avenida Circunvalación (oeste), Avenida Canal de la Luz (este), Avenida Alameda Bernardo O'Higgins (sur) y 5 norte (norte). El estadio, por su parte, se ubica en el extremo oeste del complejo y sus principales accesos (tanto vehícular como para quienes ingresan a las tribunas) son por los costados norte y sur.
El estadio se encuentra en un terreno con una notable pendiente hacia el río Claro (oeste). De esta forma, cuenta con la particularidad de que por un costado del recinto se ingresa por la zona superior de las galerías, debiendo bajar escaleras para hallar las butacas, mientras que en el otro costado se ingresa por debajo de las tribunas, debiendo subir escaleras para hallar las butacas.